# SHARE NOW

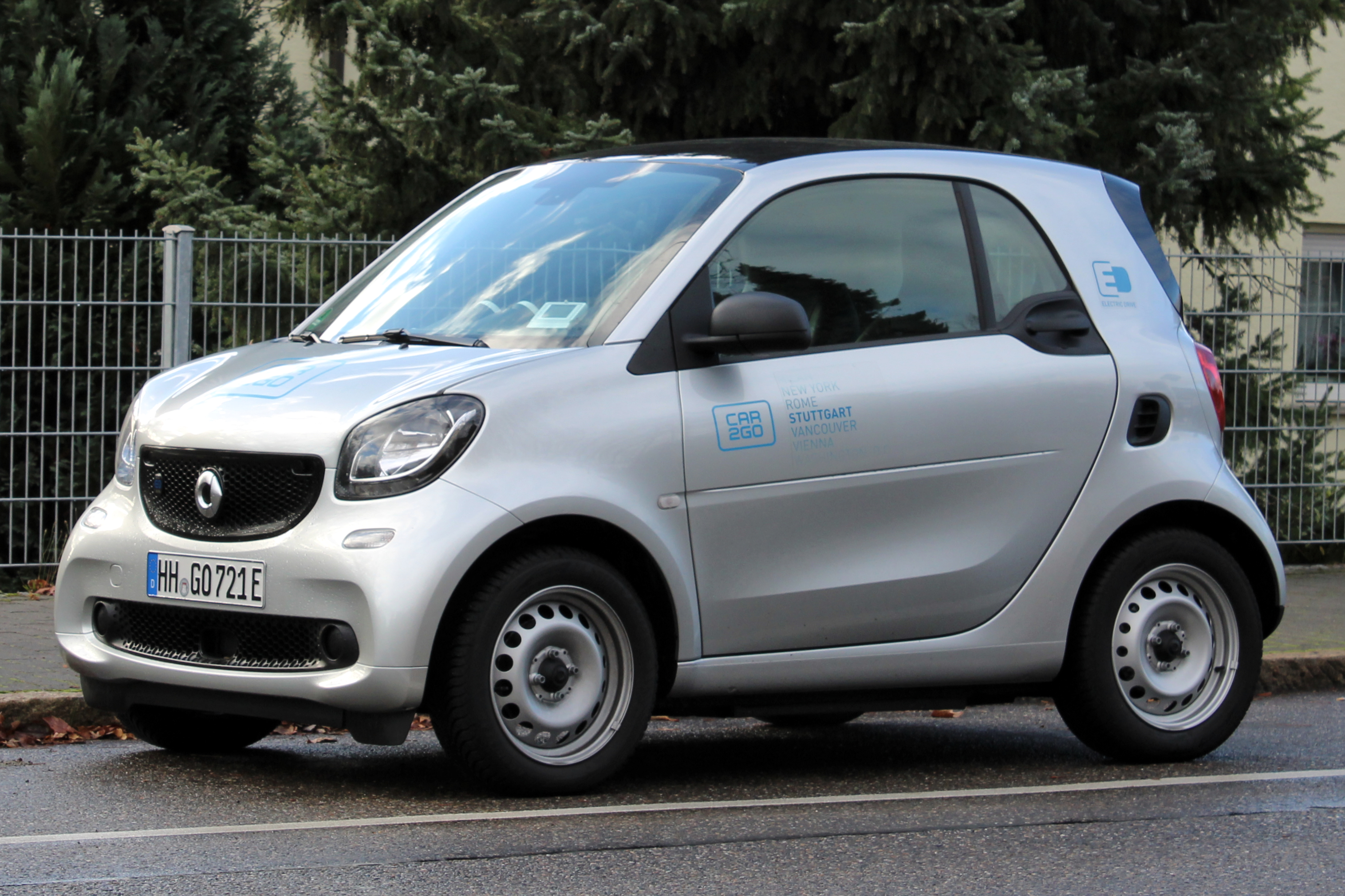
Voitures Car2go à Stuttgart.

Share Now, anciennement Car2go jusqu'en novembre 2019, est un concept d'autopartage urbain né de la fusion des entités des constructeurs allemands Daimler et BMW.
À partir de 2022, le service est progressivement intégré à son concurrent français Free2Move, à l'occasion du rachat de Share Now par Stellantis.

## Historique

### 2008: lancement en Allemagne et aux États-Unis
Contrairement à la location de voiture traditionnelle, les véhicules, des Smart Fortwo, peuvent être utilisés pour une courte durée sur la base d'une facturation à la minute et, contrairement à l'autopartage classique, les véhicules sont répartis sur la voirie. La location se fait ainsi indépendamment de stations fixes et l'usager peut décider de l'endroit de retour. Le système a fait l'objet de deux projets pilotes à Ulm en Allemagne et Austin aux États-Unis au cours de l'année 2008 avant d'être lancé dans ces deux villes en mars et novembre 2009 respectivement. 
Depuis avril 2011, il est également disponible à Hambourg puis, depuis le 18 juin 2011, à Vancouver,. En 2012, l'opérateur s'implante en France, à Lyon. Au bout de quatre mois, il est contraint de changer de nom à la suite d'un référé auprès du Tribunal de Grande Instance de Paris déposé par CarGo, réseau de location de véhicules installé depuis 20 ans en Rhône-Alpes. Car2Go décide finalement de cesser ses activités en France.

### 2019: fusion avec DriveNow pour créer Share Now
En 2019, Car2go, le service d'autopartage de Daimler, fusionne avec DriveNow du Groupe BMW pour former le fournisseur mondial de mobilité Share Now, avec une flotte combinée de 20 000 véhicules dans 31 villes de 14 pays et plus de quatre millions de membres dans le monde,.
Le 15 janvier 2019, l'opérateur débute à Paris avec 400 véhicules Smart EQ Fortwo électriques.

### 2022: rachat par Stellantis et intégration à Free2Move
Alors qu'il accuse de lourdes pertes malgré son statut de leader européen du secteur, Share Now est racheté en 2022 par Stellantis,.

## Localisations
| Pays       | Ville                    | Ouverture                                              | Nb.véhicules | Observations - Particularités                                                                              |
| ---------- | ------------------------ | ------------------------------------------------------ | ------------ | --- |
| Allemagne  | Berlin                   |                                                        |              | |
| Allemagne  | Cologne                  |                                                        |              | |
| Allemagne  | Düsseldorf               |                                                        |              | |
| Allemagne  | Ulm/Neu-Ulm              | 26 mars 2009 (Projet pilote depuis le 21 octobre 2008) | 200          | |
| Allemagne  | Hambourg                 | 6 avril 2011                                           | 300          | |
| Allemagne  | Francfort                | 8 septembre 2014                                       | 250          | source |
| Allemagne  | Munich                   |                                                        |              | |
| Allemagne  | Stuttgart                |                                                        |              | |
| Canada     | Calgary                  |                                                        |              | |
| Canada     | Montréal                 | 2 juin 2014                                            | 460          | |
| Canada     | Toronto**                | Juin 2012                                              |              | **31 mai 2018Car2go suspend ses activités à Toronto en raison du coût trop élevé du stationnement sur rue. |
| Canada     | Vancouver                | 18 juin 2014                                           | 300          | |
| Danemark   | Copenhague               |                                                        |              | Fermeture du service le 29 février 2024.                                                                   |
| États-Unis | Austin                   | 17 novembre 2009                                       | 300          | |
| États-Unis | Colombus                 |                                                        |              | |
| États-Unis | Denver                   |                                                        |              | |
| États-Unis | Los Angeles              |                                                        |              | |
| États-Unis | Miami                    |                                                        |              | |
| États-Unis | Minneapolis - Saint Paul |                                                        |              | |
| États-Unis | Portland                 |                                                        |              | |
| États-Unis | San Diego                | Annoncée pour fin 2011                                 | 300          | |
| États-Unis | Seattle                  |                                                        |              | |
| États-Unis | Washington DC            |                                                        |              | |
| France     | Lyon                     | 1er février 2012                                       | 200          | Le 9 juin 2012, Europcar et Daimler décident d'arrêter l'activité après 4 mois d’exploitation.             |
| France     | Paris                    | 15 janvier 2019                                        | 400          | Lancement à Paris                                                                                          |
| Pays-Bas   | Amsterdam                | 24 novembre 2011                                       | 300          | |
| Autriche   | Vienne                   | 5 décembre 2011                                        | 700          | |
| Italie     | Turin                    |                                                        |              | |
| Italie     | Milan                    | 9 août 2013                                            |              | |
| Italie     | Florence                 |                                                        |              | source |
| Italie     | Rome                     | 15 mars 2014                                           |              | |
| Suède      | Stockholm                | Décembre 2014                                          | 95           | |
| Italie     | Prato                    | 24 novembre 2015                                       | 35           | source |
| Belgique   | Bruxelles                | fin 2015 - début 2016                                  |              | source |